# Гаврило Јовчић
Гаврило Јовчић био је српски сликар из XIV века.
Гаврило Јовчић је 1828. насликао икону за крст српске православне цркве у Осијеку.